# NGC 3113
NGC 3113 est une galaxie spirale intermédiaire située dans la constellation de la Machine pneumatique. NGC 3113 a été découverte par l'astronome britannique John Herschel en 1837.

## Caractéristiques
Sa vitesse par rapport au fond diffus cosmologique est de 1 414 ± 23 km/s, ce qui correspond à une distance de Hubble de 20,86 ± 1,50 Mpc (∼68 millions d'al).
La classe de luminosité de NGC 3113 est IV et elle présente une large raie HI.
À ce jour, une douzaine de mesures non basées sur le décalage vers le rouge (redshift) donnent une distance de 16,575 ± 5,303 Mpc (∼54,1 millions d'al), ce qui est à l'intérieur des valeurs de la distance de Hubble. Puisque cette galaxie est relativement rapprochée du Groupe local, il est probable que cette valeur soit plus près de la distance réelle de NGC 3113. Notons que c'est avec la valeur moyenne des mesures indépendantes, lorsqu'elles existent, que la base de données NASA/IPAC calcule le diamètre d'une galaxie.

## Groupe de NGC 3175
Les galaxies NGC 3113, NGC 3125, NGC 3137, NGC 3175 et ESO 499-37 forment un petit groupe de galaxies rapprochées, le groupe de NGC 3175,.